# Venera 11
Venera 11 (ru. Венера-11) je bila sovjetska svemirska letjelica za istraživanje Venere. Sastojala se od letne platforme i landera. Lansirana je 9. rujna 1978. u 03:25:39 UTC.
Odvojivši se od svoje letne platforme 23. prosinca 1978., lander je ušao u Venerinu atmosferu dva dana kasnije, 25. prosinca, pri brzini od 11,2 km/s. Tijekom spuštanja, primijenio je aerodinamične kočnice pomognute padobranima te izveo atmosfersko kočenje. Nježno je sletio na površinu u 06:24 prema moskvovskom vremenu (03:24 UT) 25. prosinca nakon spuštanja koje je trajalo približno jedan sat. Brzina slijetanja je bila 7 m/s. Podatci su se odašiljali letnoj platformi kako bi se s nje odaslali prema Zemlji prije nego što je izašla iz dometa, 95 minuta nakon slijetanja. Koordinate mjesta slijetanja su 14°J 299°I.

## Letna platforma
Nakon izbacivanja landera, letna platforma je nastavila prolaziti pored Venere u heliocentričnoj orbiti. Bliski susret s Venerom se dogodio 25. prosinca 1978., na visini od približno 34 000 km. Letna platforma je služila kao podatkovni relej landeru 95 minuta dok nije odletjela izvan dometa te odaslala vlastita mjerenja međuplanetarnog svemira.
Letna platforma Venere 11 je nosila detektore Sunčeva vjetra, ionosferske elektronske instrumente i dva detektora naleta gama-čestica - sovjetski KONUS i francuski SIGNE 2. SIGNE 2 detektori su istovremeno letjeli na Veneri 12 i Prognozu 7 kako bi se omogućila triangulacija izvora gama-čestica. Prije i poslije preleta Venere, Venera 11 i Venera 12 su dale detaljne vremenske profile za 143 naleta gama-čestica, stvorivši prvi katalog takvih zbivanja. Zadnji nalet gama-čestica o kojem je izvijestila Venera 11 se dogodio 27. siječnja 1980. godine.

### Popis instrumenata i eksperimenata letne platforme[4]
- 30-166 nm ekstremni UV spektrometar
- Plazmin spektrometar smjesa
- KONUS detektor gama-čestica
- SNEG detektor gama-čestica
- Magnetometar
- Četiri poluvodička brojača
- Dva plinska brojača
- Četiri scintilacijska brojača
- Hemisferski protonski teleskop

Misija je završila u veljači, 1980. godine.

## Lander
Lander je nosio instrumente za proučavanje temperature i kemijskih sastava atmosfere i tla. Uređaj zvan Groza je detektirao munje na Veneri. I Venera 11 i Venera 12 su imale landere s dvjema kamerama, svaka dizajnirana za snimanje u boji, iako ih sovjetska literatura ne spominje. Niti jedna nije uspjela odaslati fotografije zato što poklopci objektiva nisu otpali nakon slijetanja radi mane u dizajnu. Analizator tla je također podbacio. Plinski kromatograf je bio na landeru da izmjeri sastav Venerine atmosfere, kao i instrumenti za proučavanje raštrkanog sunčevog zračenja. Odaslani rezultati su sadržavali dokaze munja i grmljavina, visok omjer Ar36 i Ar40 te otkriće ugljičnog monoksida na niskim visinama.

### Popis instrumenata i eksperimenata landera
- Povratni raspršivač, nefelometar
- Maseni spektrometar - MKh-6411
- Plinski kromatograf - Sigma
- Flourospektrometar X-zraka
- 360° skenirajući fotometar - IOAV
- Spektrometar (430-1170 nm)
- Mikrofon/anemometar
- Nisko-frekventni radio senzor
- Četiri termometra
- Tri barometra
- Akcelerometar - Bizon
- Penetrometar - PrOP-V
- Uređaj za analizu tla
- Dvije kamere u boji
- Male solarne baterije - MSB

## Vanjske poveznice
- Venera 11 i Venera 12 (NASA)  Arhivirana inačica izvorne stranice od 8. ožujka 2015. (Wayback Machine)
- Eksperimenti na Veneri 11 (NASA NSS-DC)  Arhivirana inačica izvorne stranice od 21. siječnja 2015. (Wayback Machine) Sadrži detalje svakog eksperimenta i instrumenta.
- Bušenje u površinu Venere (Venera 11 i 12)